# Puig de les Aigües
El Puig de les Aigües és una muntanya de 333 metres que es troba entre els municipis de Colera i Llançà, a la comarca catalana de l'Alt Empordà.